# 서울특별시도 제42호선
서울특별시도 제42호선 (방화 ~ 사가정선)은 서울특별시 강서구 방화동 행주대교에서 중랑구 면목동 용마터널종점(사가정역 부근)을 잇는 관리용도의 서울특별시도이다. 본래 남부순환로와 양재대로로 이루어졌으나, 구리암사대교와 용마터널이 개통하면서 연장되었다.

## 노선
| 구간                                      | 이름 | 접속 노선 | 소재지                                                                             | 소재지                                               | 비고                                                |
| 국도 제39호선 (호국로)와 직결             | 국도 제39호선 (호국로)와 직결                                                                               | 국도 제39호선 (호국로)와 직결                                                                                                | 국도 제39호선 (호국로)와 직결                                                      | 국도 제39호선 (호국로)와 직결                        | 국도 제39호선 (호국로)와 직결                       |
| ----------------------------------------- | --- | --- | ---------------------------------------------------------------------------------- | ---------------------------------------------------- | --------------------------------------------------- |
| 개화동로                                  | 행주대교 | | 서울특별시                                                                         | 강서구                                               | 국도 제39호선과 중복 국가지원지방도 제78호선과 중복 |
| 개화동로                                  | 개화IC | 국도 제39호선 (벌말로) 서울특별시도 제05호선 (올림픽대로) 김포한강로                                                         | 서울특별시                                                                         | 강서구                                               | 국도 제39호선과 중복 국가지원지방도 제78호선과 중복 |
| 개화동로                                  | (이름 없음)                                                                                                 | 국가지원지방도 제78호선 (금포로)                                                                                             | 서울특별시                                                                         | 강서구                                               | 국가지원지방도 제78호선과 중복                      |
| 개화동로                                  | 상사마을 | 국도 제48호선 (김포대로) | 서울특별시                                                                         | 강서구                                               | 국도 제48호선과 중복                                |
| 개화동로                                  | 개화역입구                                                                                                  | 개화동로8길 | 서울특별시                                                                         | 강서구                                               | 국도 제48호선과 중복                                |
| 개화동로                                  | 개화사거리 (김포공항IC)                                                                                     | 130호선 인천국제공항고속도로 서울특별시도 제4201호선 (양천로)                                                                | 서울특별시                                                                         | 강서구                                               | 국도 제48호선과 중복                                |
| 개화동로                                  | 김포공항 교차로                                                                                             | 김포국제공항 초원로 | 서울특별시                                                                         | 강서구                                               | 국도 제48호선과 중복 개화동지하차도 구간            |
| 개화동로                                  | 방화중학교                                                                                                  | | 서울특별시                                                                         | 강서구                                               | 국도 제48호선과 중복                                |
| 개화동로                                  | 김포공항입구 교차로                                                                                         | 김포국제공항 (하늘길) 국도 제48호선 (공항대로) 서울특별시도 제45호선 (공항대로) 방화동로                                     | 서울특별시                                                                         | 강서구                                               | 국도 제48호선과 중복 공항지하차도 구간              |
| 남부순환로                                | 김포공항입구 교차로                                                                                         | 김포국제공항 (하늘길) 국도 제48호선 (공항대로) 서울특별시도 제45호선 (공항대로) 방화동로                                     | 서울특별시                                                                         | 강서구                                               | 국도 제48호선과 중복 공항지하차도 구간              |
| 공항동천주교회                            | 송정로 | | 서울특별시                                                                         | 강서구                                               |                                                     |
| 송정중학교                                | | | 서울특별시                                                                         | 강서구                                               |                                                     |
| 외발산사거리                              | 국도 제6호선 (발산로, 방화대로) 국도 제77호선 (발산로, 방화대로) 서울특별시도 제4203호선 (발산로, 방화대로) | 외발산지하차도 구간 | 서울특별시                                                                         | 강서구                                               |                                                     |
| 강서운전면허시험장                        | | 외발산지하차도 구간 | 서울특별시                                                                         | 강서구                                               |                                                     |
| 강서면허시험장 교차로                     | 서울특별시도 제4204호선 (수명로)                                                                            | 외발산지하차도 구간 | 서울특별시                                                                         | 강서구                                               |                                                     |
| 화곡로입구 교차로                         | 서울특별시도 제4207호선 (화곡로)                                                                            | 양천구 | 서울특별시                                                                         |                                                      |                                                     |
| 신월사거리                                | 서울특별시도 제4209호선 (가로공원로)                                                                        | 양천구 | 서울특별시                                                                         |                                                      |                                                     |
| 양서중학교                                | | 양천구 | 서울특별시                                                                         |                                                      |                                                     |
| 서서울호수공원앞 교차로                   | 서울특별시도 제4211호선 (곰달래로) 남부순환로58길                                                           | 양천구 | 서울특별시                                                                         |                                                      |                                                     |
| 신월IC                                    | 120호선 경인고속도로 서울특별시도 제49호선 (국회대로)                                                       | 양천구 | 서울특별시                                                                         |                                                      |                                                     |
| 과학수사연구원입구 교차로                 | 서울특별시도 제4213호선 (오목로) 남부순환로72길                                                             | 양천구 | 서울특별시                                                                         |                                                      |                                                     |
| 강월초교입구 교차로                       | 서울특별시도 제4214호선 (신월로)                                                                            | 양천구 | 서울특별시                                                                         |                                                      |                                                     |
| 서부트럭터미널 교차로                     | 서울특별시도 제4215호선 (신정로)                                                                            | 양천구 | 서울특별시                                                                         | 서부트럭터미널앞지하차도 구간                        |                                                     |
| 개봉1동사거리                             | 고척로 | 구로구 | 서울특별시                                                                         |                                                      |                                                     |
| 오류IC                                    | 국도 제46호선 (경인로) 서울특별시도 제51호선 (경인로) 서울특별시도 제4218호선 (서해안로)                    | 구로구 | 서울특별시                                                                         | 개봉철도고가차도 구간 서해안로는 개화 방면 진입 불가 |                                                     |
| (개봉고가차도)                            | 개봉로19길 남부순환로95길                                                                                   | 구로구 | 서울특별시                                                                         | 개봉지하차도 구간                                    |                                                     |
| 광복교                                    | | 구로구 | 서울특별시                                                                         |                                                      |                                                     |
| 경기도                                    | 광명시 | |                                                                                    |                                                      |                                                     |
| 경기도                                    | 광명시 | 안양교 |                                                                                    |                                                      |                                                     |
| 서울특별시                                | 구로구 | |                                                                                    |                                                      |                                                     |
| 서울특별시                                | 구로구 | 구로IC | 서울특별시도 제2107호선 (가마산로) 구일로                                          |                                                      |                                                     |
| 서울특별시                                | 구로구 | 가리봉고가차도 |                                                                                    |                                                      |                                                     |
| 서울특별시                                | 구로구 | (이름 없음) | 구로동로 벚꽃로36길                                                                |                                                      |                                                     |
| 서울특별시                                | 디지털단지오거리                                                                                            | 서울특별시도 제5101호선 (디지털로) 서울특별시도 제2103호선 (가산로)                                                          | 금천구                                                                             | 구로고가차도 구간                                    |                                                     |
| 서울특별시                                | 서울연희미용고입구 교차로                                                                                   | 남부순환로108길 남부순환로407길                                                                                              | 금천구                                                                             |                                                      |                                                     |
| 서울특별시                                | 서울가산초등학교                                                                                            | | 금천구                                                                             |                                                      |                                                     |
| 서울특별시                                | 시흥IC | 서울특별시도 제21호선 (시흥대로)                                                                                             | 금천구                                                                             |                                                      |                                                     |
| 서울특별시                                | 시흥IC | 서울특별시도 제21호선 (시흥대로)                                                                                             | 관악구                                                                             |                                                      |                                                     |
| 서울특별시                                | 구로전화국 교차로                                                                                           | 서울특별시도 제2101호선 (독산로) 조원중앙로                                                                                  |                                                                                    |                                                      |                                                     |
| 서울특별시                                | 서울금천경찰서                                                                                              | |                                                                                    |                                                      |                                                     |
| 서울특별시                                | 난곡사거리                                                                                                  | 서울특별시도 제4221호선 (난곡로)                                                                                             |                                                                                    |                                                      |                                                     |
| 서울특별시                                | 봉림교 | 관천로 |                                                                                    |                                                      |                                                     |
| 서울특별시                                | 신림역사거리                                                                                                | 서울특별시도 제4223호선 (신림로)                                                                                             |                                                                                    |                                                      |                                                     |
| 서울특별시                                | 관악우체국 교차로                                                                                           | 남부순환로191길 |                                                                                    |                                                      |                                                     |
| 서울특별시                                | 봉천역 | |                                                                                    |                                                      |                                                     |
| 서울특별시                                | (이름 없음)                                                                                                 | 서울특별시도 제4225호선 (양녕로)                                                                                             | 개화 방면만 진출입 가능                                                            |                                                      |                                                     |
| 서울특별시                                | 서울대입구역 교차로                                                                                         | 서울특별시도 제22호선 (관악로)                                                                                               |                                                                                    |                                                      |                                                     |
| 서울특별시                                | 원당초교입구 교차로                                                                                         | 서울특별시도 제43호선 (봉천로)                                                                                               |                                                                                    |                                                      |                                                     |
| 서울특별시                                | 낙성대입구 교차로                                                                                           | 낙성대로 남부순환로237길 |                                                                                    |                                                      |                                                     |
| 서울특별시                                | 낙성대역 | |                                                                                    |                                                      |                                                     |
| 서울특별시                                | 까치고개 교차로                                                                                             | 인헌길 남부순환로249길 |                                                                                    |                                                      |                                                     |
| 서울특별시                                | 사당역사거리                                                                                                | 서울특별시도 제25호선 (과천대로, 동작대로)                                                                                   | 사당고가차도 구간                                                                  |                                                      |                                                     |
| 서울특별시                                | 사당역사거리                                                                                                | 서울특별시도 제25호선 (과천대로, 동작대로)                                                                                   | 사당고가차도 구간                                                                  | 서초구                                               |                                                     |
| 서울특별시                                | 서울메트로 교차로                                                                                           | 서울특별시도 제4227호선 (효령로)                                                                                             |                                                                                    |                                                      |                                                     |
| 서울특별시                                | 경남아파트앞 교차로                                                                                         | 서울특별시도 제4229호선 (방배로)                                                                                             |                                                                                    |                                                      |                                                     |
| 서울특별시                                | 래미안아트힐 교차로                                                                                         | 명달로 |                                                                                    |                                                      |                                                     |
| 서울특별시                                | 국립국악원 예술의 전당                                                                                      | |                                                                                    |                                                      |                                                     |
| 서울특별시                                | 예술의전당 교차로                                                                                           | 서울특별시도 제26호선 (반포대로)                                                                                             |                                                                                    |                                                      |                                                     |
| 서울특별시                                | 우면삼거리                                                                                                  | 서울특별시도 제4231호선 (서초중앙로)                                                                                         |                                                                                    |                                                      |                                                     |
| 서울특별시                                | 서초 나들목                                                                                                 | 서울특별시도 제06호선 (경부간선도로)                                                                                         |                                                                                    |                                                      |                                                     |
| 서울특별시                                | 서초구청 교차로                                                                                             | 서운로 |                                                                                    |                                                      |                                                     |
| 서울특별시                                | 서초구청 | |                                                                                    |                                                      |                                                     |
| 서울특별시                                | 양재역사거리                                                                                                | 서울특별시도 제27호선 (강남대로)                                                                                             | 양재지하차도 구간                                                                  |                                                      |                                                     |
| 서울특별시                                | 양재1동주민센터                                                                                             | |                                                                                    |                                                      |                                                     |
| 서울특별시                                | 양재전화국사거리                                                                                            | 서울특별시도 제29호선 (논현로)                                                                                               |                                                                                    |                                                      |                                                     |
| 서울특별시                                | 양재전화국사거리                                                                                            | 서울특별시도 제29호선 (논현로)                                                                                               | 강남구                                                                             |                                                      |                                                     |
| 서울특별시                                | 매봉역 교차로                                                                                               | 남부순환로377길 남부순환로378길                                                                                              |                                                                                    |                                                      |                                                     |
| 서울특별시                                | 한국교육방송공사                                                                                            | |                                                                                    |                                                      |                                                     |
| 서울특별시                                | 매봉터널 교차로                                                                                             | 서울특별시도 제30호선 (언주로)                                                                                               |                                                                                    |                                                      |                                                     |
| 서울특별시                                | 숙명여자고등학교 숙명여자중학교                                                                             | |                                                                                    |                                                      |                                                     |
| 서울특별시                                | 도곡역 교차로                                                                                               | 선릉로 |                                                                                    |                                                      |                                                     |
| 서울특별시                                | 대치역 교차로                                                                                               | 서울특별시도 제4231호선 (삼성로)                                                                                             |                                                                                    |                                                      |                                                     |
| 서울특별시                                | 서울대곡초등학교                                                                                            | |                                                                                    |                                                      |                                                     |
| 서울특별시                                | 학여울역 교차로                                                                                             | 국도 제47호선 (영동대로) 국가지원지방도 제23호선 (영동대로) 서울특별시도 제32호선 (영동대로)                                 |                                                                                    |                                                      |                                                     |
| 서울특별시                                | 서울무역전시컨벤션센터 대치교                                                                               | |                                                                                    |                                                      |                                                     |
| 서울특별시                                | 탄천1교 교차로                                                                                              | 서울특별시도 제4233호선 (삼전로)                                                                                             | 대치지하차도 구간 지하차도 개화 방면만 통행                                        |                                                      |                                                     |
| 서울특별시                                | (이름 없음)                                                                                                 | 개포로 | 수서 방면 진출입만 가능                                                            |                                                      |                                                     |
| 서울특별시                                | 수서 나들목                                                                                                 | 서울특별시도 제02호선 (동부간선도로) 국가지원지방도 제23호선 (양재대로, 밤고개로) 서울특별시도 제41호선 (양재대로, 밤고개로) |                                                                                    |                                                      |                                                     |
| 서울특별시                                | 수서 나들목                                                                                                 | 양재대로 |                                                                                    |                                                      |                                                     |
| 서울특별시                                | 탄천교 | |                                                                                    |                                                      |                                                     |
| 서울특별시                                | 송파구 | |                                                                                    |                                                      |                                                     |
| 서울특별시                                | 탄천교 교차로                                                                                               | 탄천동로 |                                                                                    |                                                      |                                                     |
| 서울특별시                                | 가락시장입구 교차로                                                                                         | 가락시장 | 가락지하차도 구간                                                                  |                                                      |                                                     |
| 서울특별시                                | 가락시장 교차로                                                                                             | 국도 제3호선 (송파대로) 서울특별시도 제31호선 (송파대로)                                                                     |                                                                                    |                                                      |                                                     |
| 서울특별시                                | 신가초교앞 교차로                                                                                           | 송이로 |                                                                                    |                                                      |                                                     |
| 서울특별시                                | 오금사거리                                                                                                  | 서울특별시도 제4235호선 (오금로)                                                                                             |                                                                                    |                                                      |                                                     |
| 서울특별시                                | 방이역사거리                                                                                                | 마천로 |                                                                                    |                                                      |                                                     |
| 서울특별시                                | 올림픽공원사거리                                                                                            | 서울특별시도 제4237호선 (위례성대로)                                                                                         |                                                                                    |                                                      |                                                     |
| 서울특별시                                | 올림픽공원동문 교차로 (올림픽공원역)                                                                        | |                                                                                    |                                                      |                                                     |
| 서울특별시                                | 둔촌다리 | |                                                                                    |                                                      |                                                     |
| 서울특별시                                | 한국체육대학교 서울세륜초등학교 보성고등학교 보성중학교                                                     | |                                                                                    |                                                      |                                                     |
| 서울특별시                                | 둔촌사거리                                                                                                  | 서울특별시도 제48호선 (강동대로)                                                                                             |                                                                                    |                                                      |                                                     |
| 서울특별시                                | 둔촌사거리                                                                                                  | 서울특별시도 제48호선 (강동대로)                                                                                             | 강동구                                                                             |                                                      |                                                     |
| 서울특별시                                | 둔촌동역 교차로                                                                                             | 풍성로 |                                                                                    |                                                      |                                                     |
| 서울특별시                                | 길동사거리                                                                                                  | 국도 제43호선 (천호대로) 서울특별시도 제50호선 (천호대로)                                                                    |                                                                                    |                                                      |                                                     |
| 서울특별시                                | 길동역 | |                                                                                    |                                                      |                                                     |
| 서울특별시                                | 천동초교입구 교차로                                                                                         | 천중로 |                                                                                    |                                                      |                                                     |
| 서울특별시                                | 굽은다리역 교차로                                                                                           | 상암로 |                                                                                    |                                                      |                                                     |
| 서울특별시                                | 명일역 교차로                                                                                               | 서울특별시도 제4239호선 (구천면로)                                                                                           |                                                                                    |                                                      |                                                     |
| 서울특별시                                | 동부기술교육원 교차로                                                                                       | 서울특별시도 제4241호선 (고덕로)                                                                                             |                                                                                    |                                                      |                                                     |
| 서울특별시                                | 암사정수센터 교차로                                                                                         | 서울특별시도 제4245호선 (아리수로)                                                                                           |                                                                                    |                                                      |                                                     |
| 서울특별시                                | 암사IC | 서울특별시도 제05호선 (올림픽대로)                                                                                           |                                                                                    |                                                      |                                                     |
| 서울특별시                                | 구리암사대교                                                                                                | |                                                                                    |                                                      |                                                     |
| 경기도                                    | 구리시 | |                                                                                    |                                                      |                                                     |
| 경기도                                    | 구리시 | 아천IC | 서울특별시도 제04호선 (강변북로) 국도 제43호선 (아차산로) 국도 제46호선 (아차산로) |                                                      |                                                     |
| 경기도                                    | 구리시 | 아천IC | 서울특별시도 제04호선 (강변북로) 국도 제43호선 (아차산로) 국도 제46호선 (아차산로) | 사가정로                                             |                                                     |
| 경기도                                    | 구리시 | 아천 요금소 |                                                                                    |                                                      |                                                     |
| 경기도                                    | 구리시 | 용마터널 |                                                                                    |                                                      |                                                     |
| 서울특별시                                | 중랑구 | |                                                                                    |                                                      |                                                     |
| 서울특별시                                | 중랑구 | 용마한신아파트 교차로 | 서울특별시도 제5005호선 (용마산로)                                                 |                                                      |                                                     |
| 서울특별시도 제3003호선 (사가정로)와 직결 | | |                                                                                    |                                                      |                                                     |